# Capaccio Paestum
Capaccio Paestum (AFI: [kaˈpattʃo ˈpɛstum], Capaccio fino al 2016) è un comune italiano sparso di 22 349 abitanti della provincia di Salerno in Campania.
Sede del celebre sito archeologico di Paestum (Patrimonio dell'umanità dell'UNESCO dal 1998), ha ottenuto il titolo di città nel 2013 con decreto del Presidente della Repubblica Giorgio Napolitano.

## Geografia fisica

### Territorio
Il suo territorio si estende da ovest a est dal mar Tirreno al Monte Soprano (1082 m s.l.m.) e da nord a sud dal fiume Sele al fiume Solofrone.
Il paesaggio è caratterizzato, da ovest verso est, da una lunga linea di costa, con spiagge sabbiose larghe anche 80 metri, seguita da una fascia pinetata quindi da una vasta pianura, intensamente coltivata, che giunge fino alle pendici del gruppo montuoso, rientrante nel parco nazionale del Cilento e Vallo di Diano, dove sorge il nucleo storico del paese.
Salendo lungo la strada provinciale n. 13 si incontra il santuario del Getsemani e, dopo pochi chilometri un bivio permette di raggiungere i ruderi di Capaccio Vecchio e la chiesa della Madonna del Granato posta sotto il Monte Calpazio. Continuando il percorso si giunge a Capaccio (il capoluogo), posto a 419 m s.l.m.
Capaccio è racchiuso in un piccolo altopiano sovrastato da est dal Monte Soprano e delimitato, da ovest in direzione di Agropoli, dal Monte Sottano. Da piazza Tempone a Capaccio Capoluogo si gode il panorama di tutta la pianura, di tutto il golfo di Salerno, della costiera amalfitana e dell'isola di Capri.
Da Capaccio capoluogo, scendendo la strada provinciale n. 168, la cosiddetta Capaccio-Paestum, si raggiunge direttamente la zona archeologica di Paestum.
Nel territorio è ubicata l'area archeologica di Paestum, la città romana sorta sulla colonia greca di Poseidonia.
La zona archeologica di Paestum è uno dei principali parchi archeologici del mondo, dotato di un museo, ed è riconosciuta dall'UNESCO come patrimonio dell'umanità. In essa si possono ammirare tre templi greci fra i meglio conservati del mondo. È anche caratterizzata dalla presenza di Via Magna Grecia, strada comunale che divide in due l'antica città di Paestum e spacca in due l'anfiteatro il quale risulta visibile solo per metà come tutta la città del resto che risulta evidentemente interrata e dalla presenza di numerose attività commerciali proprio all'interno della cinta muraria e numerose abitazioni che non rispettano i vincoli legali. Già negli anni 1970 si denunciava la speculazione edilizia selvaggia come denuncia un documento dell'Istituto Luce datato 3 giugno 1971. All'interno del territorio comunale, transita il 15º meridiano est, il meridiano di riferimento del fuso orario dell'Europa Centrale UTC+1.
- Classificazione sismica: zona 3 (sismicità bassa), Ordinanza PCM. 3274 del 20/03/2003

### Clima
In base alla media trentennale di riferimento 1961-1990, la temperatura media del mese più freddo, gennaio, si attesta a +6,8 °C; quella del mese più caldo, agosto, è di +24,4 °C.
| Capaccio           | Mesi | Mesi | Mesi | Mesi | Mesi | Mesi | Mesi | Mesi | Mesi | Mesi | Mesi | Mesi | Stagioni | Stagioni | Stagioni | Stagioni | Anno |
| Capaccio           | Gen  | Feb  | Mar  | Apr  | Mag  | Giu  | Lug  | Ago  | Set  | Ott  | Nov  | Dic  | Inv      | Pri      | Est      | Aut      | Anno |
| ------------------ | ---- | ---- | ---- | ---- | ---- | ---- | ---- | ---- | ---- | ---- | ---- | ---- | -------- | -------- | -------- | -------- | ---- |
| T. max. media (°C) | 9,9  | 9,9  | 12,6 | 16,0 | 19,8 | 24,3 | 28,7 | 29,2 | 25,4 | 20,9 | 15,8 | 12,0 | 10,6     | 16,1     | 27,4     | 20,7     | 18,7 |
| T. min. media (°C) | 3,7  | 4,0  | 5,7  | 8,6  | 11,7 | 15,6 | 19,1 | 19,6 | 16,5 | 13,0 | 9,1  | 5,9  | 4,5      | 8,7      | 18,1     | 12,9     | 11,0 |

- Classificazione climatica: zona D, 1 661 GG

## Storia
Il nome del luogo, originariamente Calpatium o "caput aquis", su cui sorse in tempi moderni Capaccio Vecchio, nei pressi del santuario della Madonna del Granato, prende origine dal latino Caput Aquae (origine dell'acqua).
La Capaccio moderna viene menzionata per la prima volta in un documento del 1051. Poco distante, sul versante settentrionale del Monte Calpazio, sono ubicati i resti di Capaccio Vecchio, abitato raso al suolo dalle truppe di Federico II di Svevia in quanto feudo dei Sanseverino, famiglia che, su richiesta del papa, prese le armi contro il re. La stessa famiglia due secoli dopo congiurò ("Congiura dei baroni") contro il re di Napoli. In seguito gli abitanti trovarono rifugio nell'abitato di Casali San Pietro, l'attuale Monticello, importante centro industriale fin dalla metà del Duecento e sede vescovile nel 1300.
Fu feudo dei Berengario, dei Sanseverino, dei d'Avalos d'Aragona, dei Grimaldi e dei Doria.
Nel 1500 il matrimonio con Isabella Villamarina sancì l'unione con il principe di Salerno, Ferrante Sanseverino, unione durata fino all'accusa di tradimento che portò il principe all'esilio in Francia, ove poi morì.
Durante il XVIII secolo Capaccio ingrandì e vide l'edificazione di numerose costruzioni, la fontana dei tre delfini, palazzi nobiliari e numerosi punti d'incontro per i cittadini. Nel 1743 venne costruito il convento francescano. Nel XIX secolo Capaccio prese parte ai moti cilentani con il suo cittadino Costabile Carducci, che assunse la guida della rivolta del Cilento del 1848, durante la quale trovò la morte a causa del tradimento di un prete che lo fece prigioniero. Dal 1811 al 1860 fu capoluogo dell'omonimo circondario appartenente al Distretto di Campagna del Regno delle Due Sicilie. Dal 1860 al 1927, durante il Regno d'Italia, fu capoluogo dell'omonimo mandamento appartenente al Circondario di Campagna. I capaccesi, dall'inizio XX secolo, grazie alla bonifica che rese coltivabili le terre paludose che caratterizzavano l'attuale piana del Sele, lavorarono prevalentemente in pianura nei possedimenti dei pochi latifondisti. La riforma agraria avvenuta negli anni '60 del XX secolo e l'aumento della popolazione hanno fatto sì che sorgessero numerose frazioni, centri di commercio e produzione agraria.

### Simboli
Lo stemma era stato approvato con la delibera del Consiglio Comunale n. 70 del 30 luglio 2008. Le tre torri simboleggiavano i centri urbani della contea: Albanella, Capaccio Vecchio e Li' Casali S. Pietro; le fasce ondate rappresentavano i fiumi Sele e Calore.
Con successiva delibera n. 60 del 20 giugno 2013, essendo stato rilevato che tale emblema non corrispondeva alla descrizione contenuta nell'art. 4 dello statuto comunale, la sua descrizione è stata modificata in:
Il gonfalone è un drappo di azzurro.

### Onorificenze

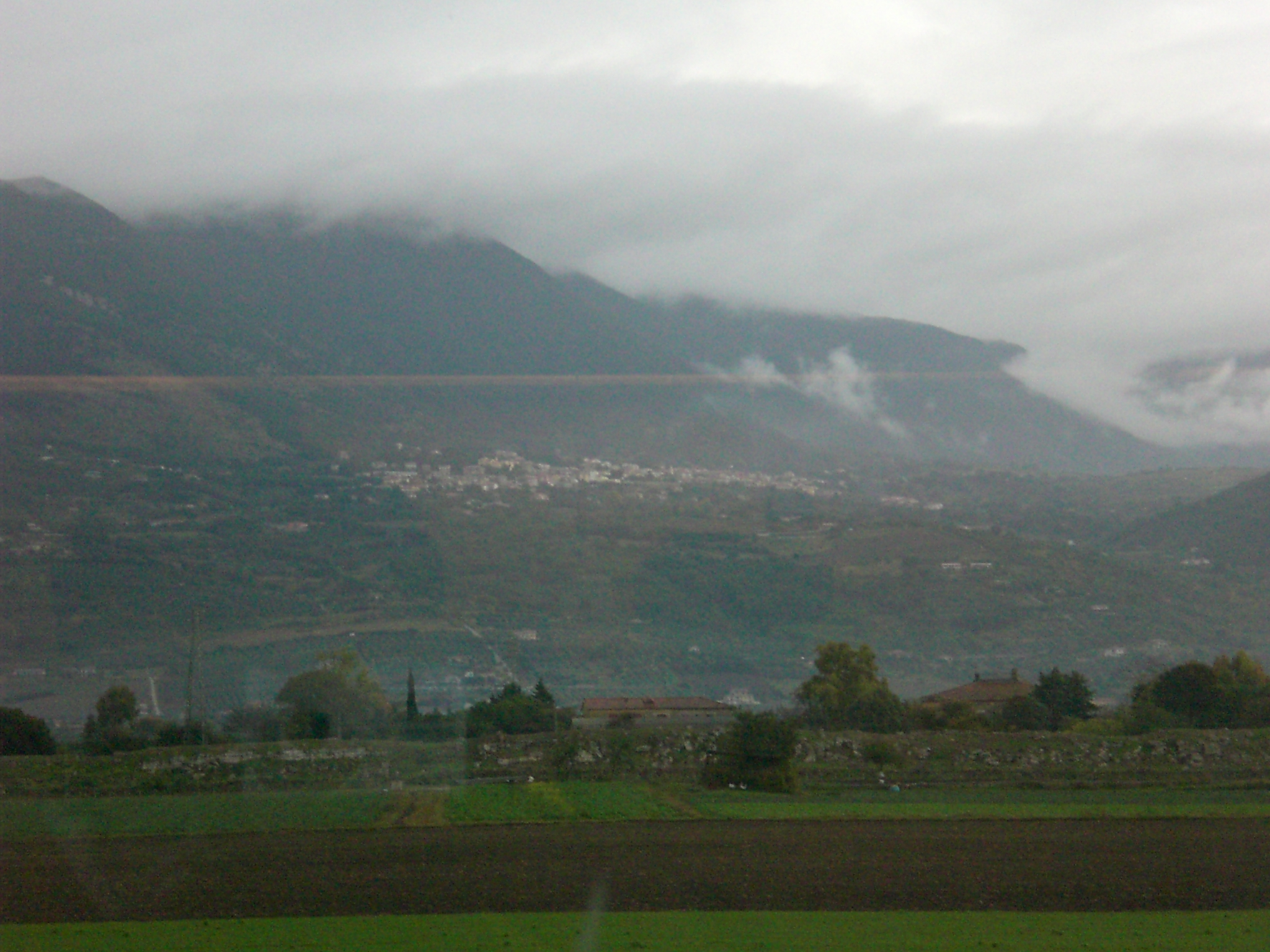
Il capoluogo ripreso dalla piana di Paestum

## Monumenti e luoghi d'interesse

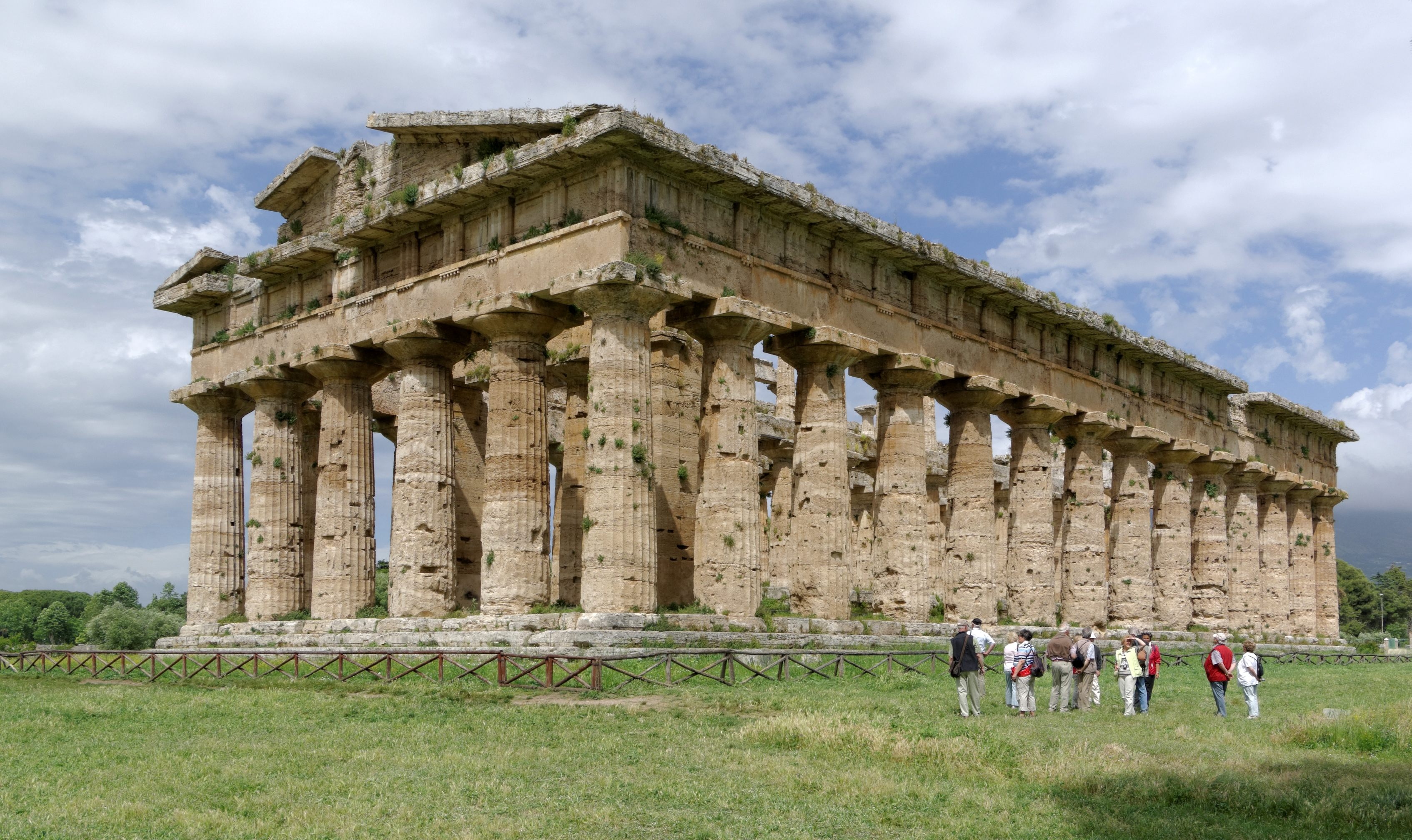
Tempio I di Hera, detto di Nettuno, di Paestum

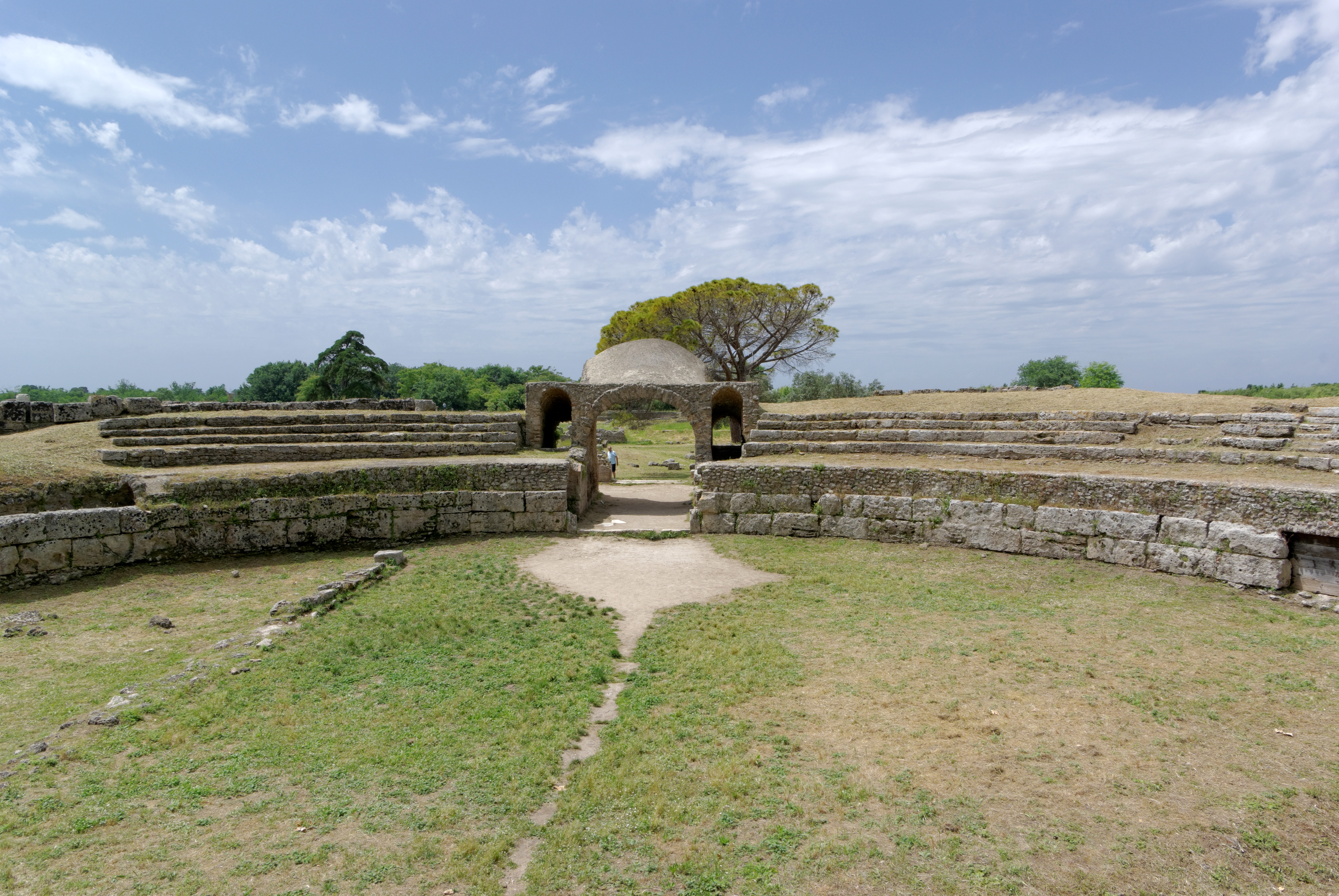
Anfiteatro di Paestum

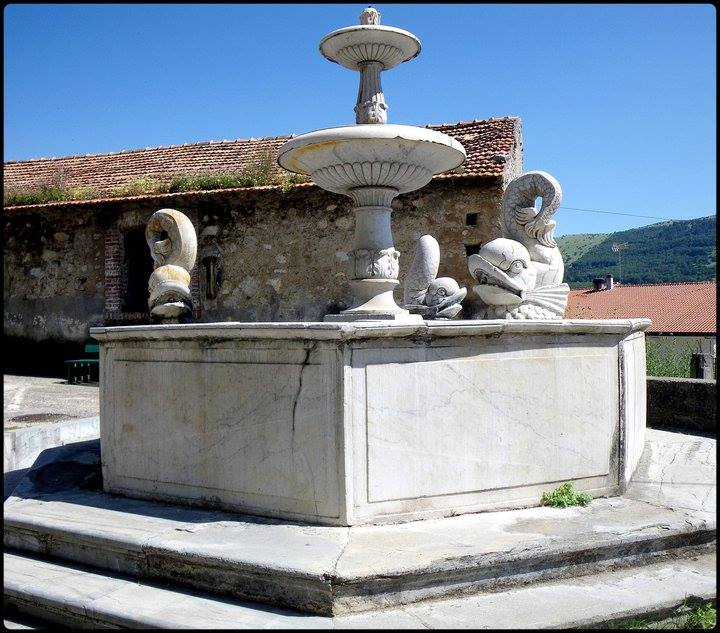
Fontana dei Tre Delfini a Capaccio Capoluogo

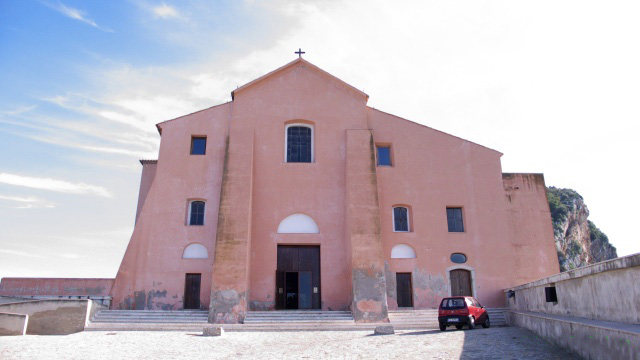
Cattedrale della Madonna del Granato

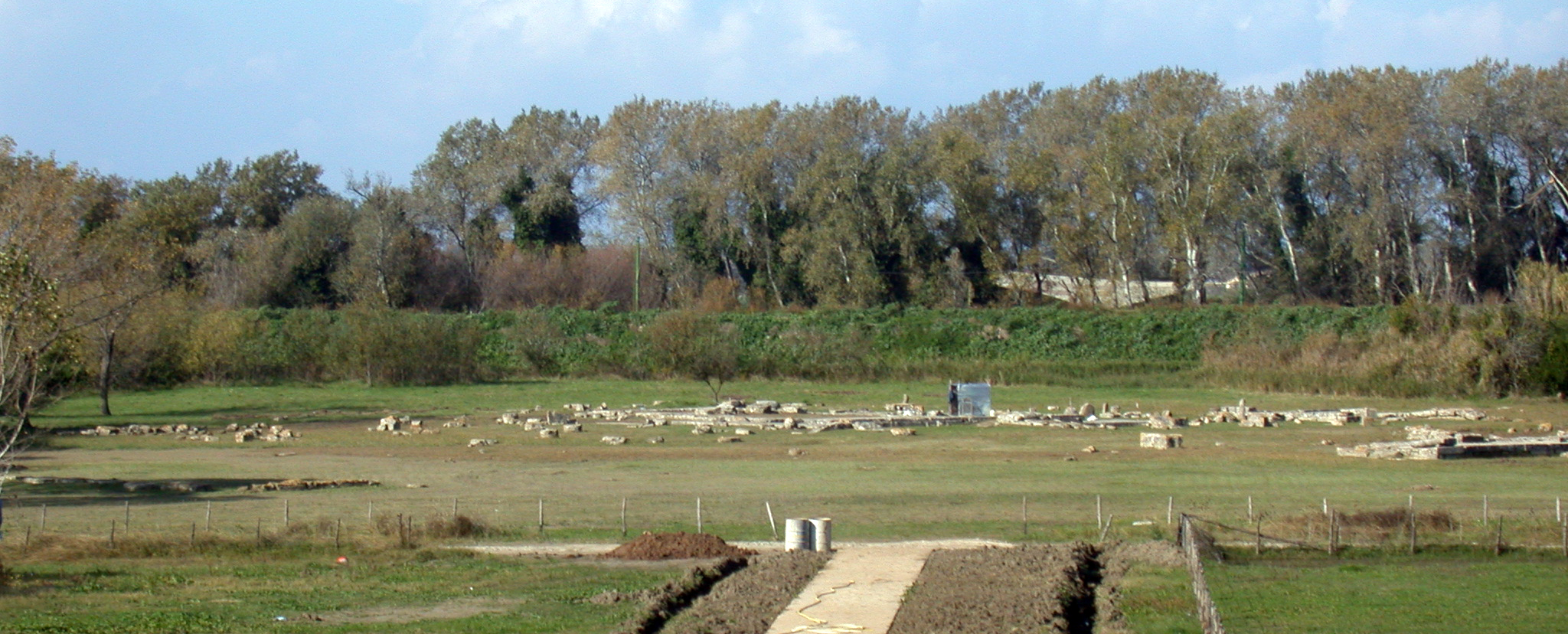
I resti del santuario di Hera Argiva alla foce del Sele

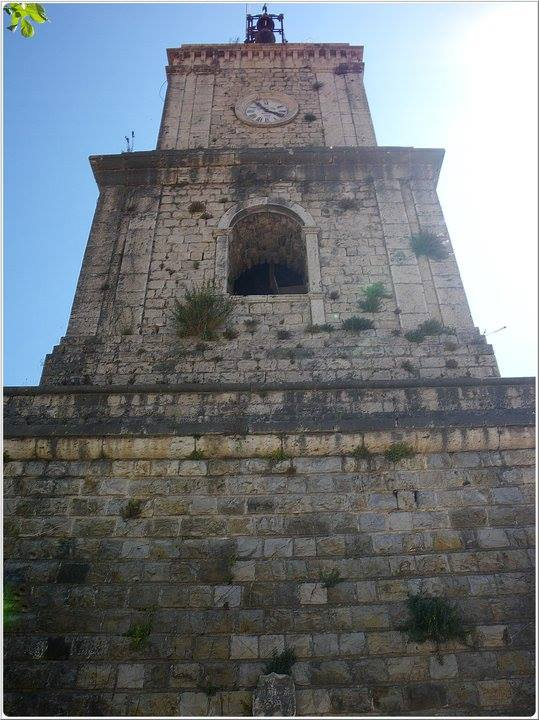
Piazza dell'Orologio a Capaccio Capoluogo

### Siti archeologici
- Paestum
- Heraion alla foce del Sele
- Necropoli del Gaudo
- Capaccio Vecchio
- Necropoli di Vannulo
- Necropoli di Santa Venere
- Necropoli di Spinazzo
- Necropoli di Andreoli-Laghetto

### Architetture religiose
- Basilica Cattedrale della Madonna del Granato, sorta nel X secolo e restaurato nel 1708
- Antica Cattedrale "Basilica paleocristiana" (Chiesa dell'Annunziata)
- S. Pietro apostolo (XVI secolo)
- Santuario del Getsemani
- Convento francescano di Capaccio o dei frati minori, costruito nel 1743 su quello che era un Convento dei Frati del Carmelo, poi abbandonato nel 1652. A seguito di un nuovo abbandono avvenuto nel 1902 dai francescani, il convento assunse diverse destinazioni, carcere, scuola, casa comunale, ecc. I francescani vi fanno ritorno nel 1933.[16]
- Getsemani di Capaccio - Santuario – Casa di Spiritualità –È stato costruito tra il 1956 e il 1959 su progetto dell’architetto Ildo Avetta. È caratterizzato da una struttura superiore illuminata da vetrate che compongono la cupola che sovrasta la chiesa ove si trova la statua di Gesù in preghiera nell'orto del Getsemani, nel momento in cui accetta di compiere fino in fondo la volontà del Padre. Fanno da contorno delle ceramiche che rappresentano i Santi venerati nell'Italia meridionale. Oggi è guidata dagli Oblati di San Giuseppe, fondati nel 1878 da san Giuseppe Marello.[senza fonte][17]

### Architetture civili
- Fontana dei Tre Delfini a Capaccio capoluogo
- Palazzi Bellelli, De Marco, Tanza, Ricci, Stabile, Rubini a Capaccio capoluogo
- Palazzo che fu di Gaetano Bellelli con Arco detto di Murat a Capaccio capoluogo
- Palazzo D'Alessio a Capaccio capoluogo
- Piazza dell'Orologio a Capaccio capoluogo
- Piazza Tempone a Capaccio capoluogo
- Barberia Rizzo in Piazza dell'Orologio a Capaccio capoluogo
- Palazzo De Maria a Paestum
- Numerosi portali in pietra che sono ingressi di palazzi a Capaccio Capoluogo
- La bufalara (Paestum e Gromola)
- Palazzo Boccuto a Monticello di Capaccio capoluogo
- Palazzo Forlano a Monticello di Capaccio capoluogo
- Palazzo De Marco a Monticello di Capaccio capoluogo
- palazzo Maida nel Lauro di Capaccio capoluogo
- Palazzo Trentinara Via Monte Oliveto Capaccio capoluogo
- Palazzo Sabia a Monticello e un altro presso la chiesa del Rosario Capaccio capoluogo
- Palazzo Vecchio sito sull'omonima via Ammiraglio Vecchio a Capaccio capoluogo

### Architetture militari
- Ruderi del castello e delle torri di Capaccio vecchia
- Torre della borgata Torre/Licinella.
- Torre Kernot

## Società

### Evoluzione demografica
Abitanti censiti

### Etnie e minoranze straniere
Al 31 dicembre 2023 a Capaccio Paestum risultavano residenti 2700 cittadini stranieri, pari all'11,87% della popolazione.

### Religione
La maggioranza della popolazione è di religione cristiana appartenenti principalmente alla Chiesa cattolica; il comune appartiene alla diocesi di Vallo della Lucania.
L'altra confessione cristiana presente è quella evangelica con due comunità: la Chiesa pentecostale e le ADI - Licinella.

### Borgate
Elenco ufficiale delle borgate riconosciute dallo statuto comunale con dati altimetrici e popolazione in base al censimento del 2001.
- Capaccio Capoluogo, abitanti 1 807, 420 m s.l.m., storico centro del territorio e sede del Municipio
- Paestum, abitanti 179, 22 m s.l.m.
- Cafasso/Borgo Nuovo, abitanti 807, 22 m s.l.m.
- Capaccio Scalo, abitanti 4 089, 22 m s.l.m., vasto centro abitato del territorio comunale
- Scigliati, 150 abitanti, 75-56 m s.l.m.
- Capo di Fiume, abitanti 211, 39 m s.l.m.
- Gromola/Foce Sele, abitanti 459, 13 m s.l.m.
- Laura, abitanti 1 301, 6 m s.l.m.
- Monticello (Capaccio), abitanti 100, 400 m s.l.m., nucleo medievale della storica cittadina
- Ponte Barizzo, abitanti 479, 14 m s.l.m.
- Rettifilo/Vannulo, abitanti 1 266, 31 m s.l.m.
- Spinazzo/Varco Cilentano, abitanti 74, 19 m s.l.m.
- Santa Venere, abitanti 677, 20 m s.l.m.
- Seude[23], abitanti 80, 81 m s.l.m.
- Torre/Licinella, abitanti 2 366, 11 m s.l.m.
- Vuccolo Maiorano, abitanti 539, 57 m s.l.m.

## Cultura

### Musei

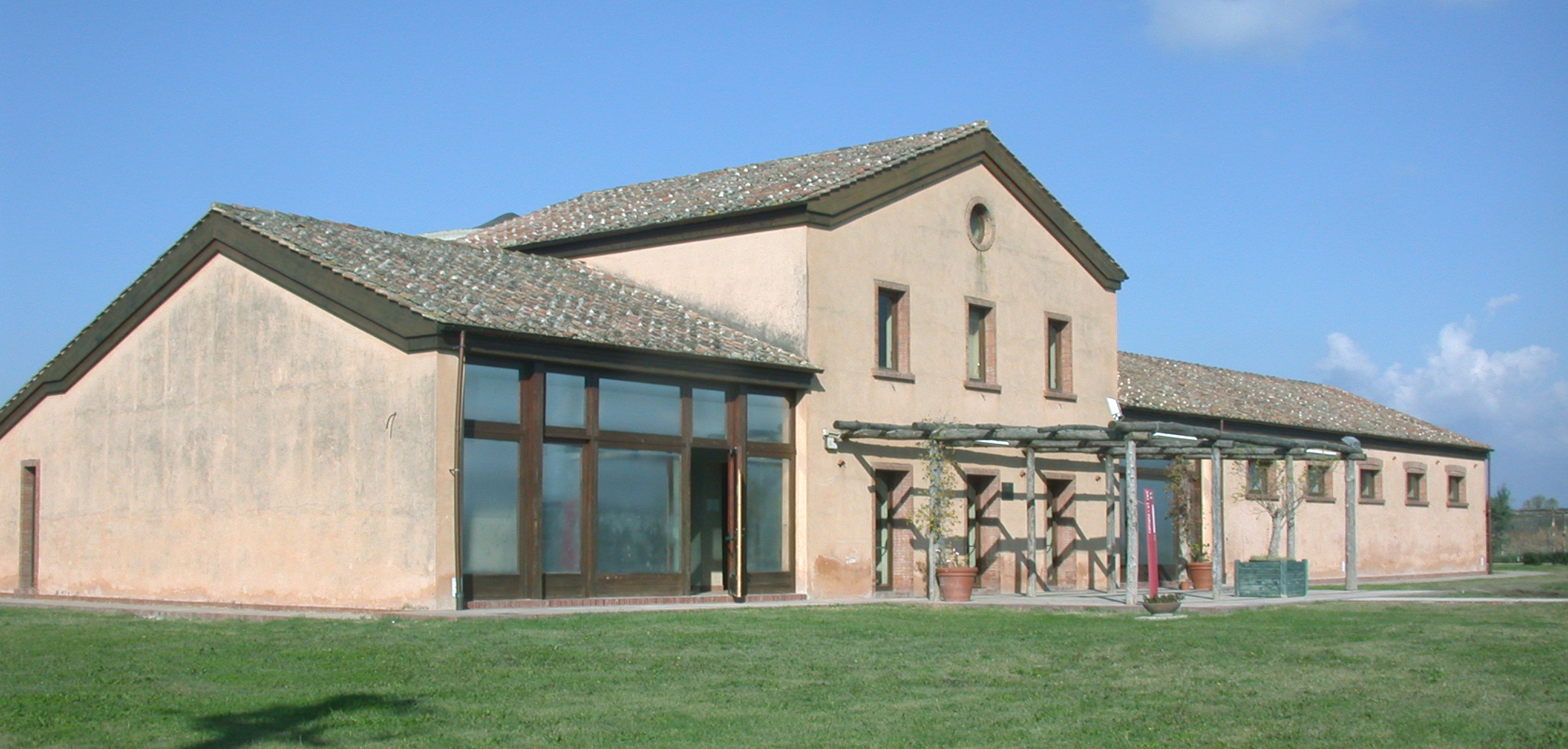
Il Museo narrante del santuario di Hera Argiva

- Museo archeologico nazionale di Paestum
- Museo narrante del santuario di Hera Argiva alla foce del Sele

### Media

#### Radio
- Radio Paestum FM 90.200

#### Televisione
- Stile TV

### Eventi
- Borsa Mediterranea del Turismo Archeologico

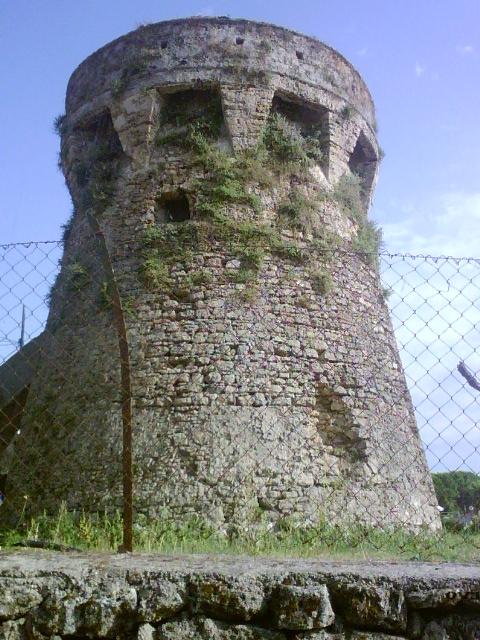
Torre di Paestum, una torre vicino a Paestum

## Economia
Dato l'importante sito archeologico di Paestum, e l'adiacente spiaggia marina, gran parte dell'economia del comune si basa sul turismo, soprattutto nella stagione estiva e sull'agricoltura, noto è il carciofo di Paestum. Molto importante è anche la produzione gastronomica, tra le cui specialità risalta la mozzarella di bufala, prodotta da numerosi caseifici e apprezzata ed esportata in tutto il mondo.

## Infrastrutture e trasporti

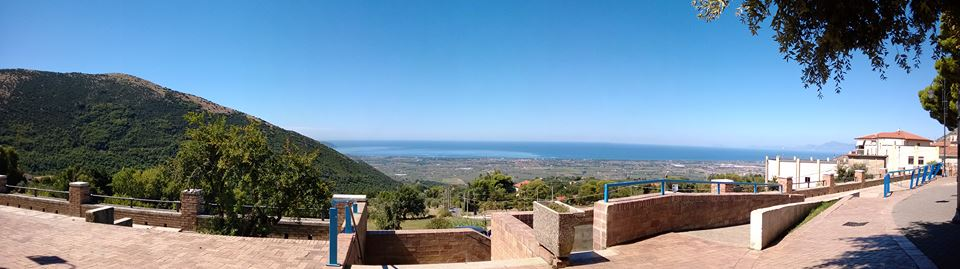
Vista panoramica da piazza Tempone (Capaccio Capoluogo)

### Strade
- Strada statale 18 Tirrena Inferiore: dopo aver attraversato il fiume Sele e la borgata Ponte Barizzo, dopo Sabatella l'arteria prosegue in variante rispetto al tracciato storico ed è dotata di svincoli con intersezioni a livelli sfalsati (Uscite Capaccio Scalo, Capaccio, Cafasso, Spinazzo);
- Strada statale 166 degli Alburni: inizia a Capaccio Scalo e, dopo aver attraversato Rettifilo/Vannulo, Capo di Fiume, Vuccolo Maiorano e Seude, si immette nel territorio comunale di Roccadaspide;
- Strada Provinciale 11/a Innesto SS 18 (Ponte Barizzo)-Bivio Altavilla;
- Strada Provinciale 13/a Innesto SS 166-Capaccio-Trentinara;
- Strada Provinciale 41 Innesto SS 166-Stazione FS di Capaccio.
- Strada Provinciale 43 Innesto SS 18-Stazione FS Albanella-Bracciale-Innesto SP 175b (Foce Sele);
- Strada Provinciale 137 Innesto SS 18 (Mattine)-Giungano-Innesto SP 83;
- Strada Provinciale 175/b Dall'inizio del viadotto sul fiume Sele-Laura-Innesto SP 276 (Torre di Paestum);
- Strada Provinciale 188 Innesto SS 18-Stazione FS di Paestum.
- Strada Provinciale 189 Innesto SS 18-Torre di Paestum;
- Strada Provinciale 190 Innesto SP 13-Santuario Madonna del Granato.
- Strada Provinciale 276 Innesto SP 189 (Torre di Paestum)-Stazione FS di Paestum-Innesto SP 318 (Chiorbo);
- Strada Provinciale 277 Innesto SP 175b-Elice-Codiglione-Innesto SS 18;
- Strada Provinciale 278 Innesto SP 189-Licinella-Innesto SR 267;
- Strada Provinciale 315 Innesto SS 18 (Gromola)-Innesto SP 175/b;
- Strada Provinciale 316 Innesto SP 11-Innesto SP 421-Innesto ex SS 166;
- Strada Provinciale 318 Innesto SS 166-Innesto SP 137 per Giungano;
- Strada Provinciale 339 Innesto SP 277-Codiglione Mare.
- Strada Provinciale 356 Innesto SP 315-Innesto SP 277-Innesto SS 18 (Gromola-Procuzzi-Fornilli);
- Strada Provinciale 357 Molino di Mare di Capaccio-Innesto SP 278-Innesto SS 18;
- Strada Provinciale 410 Scigliati-Innesto SS 166;
- Strada Provinciale 421 Innesto SS 18-Innesto SP 316 (Tempone S. Paolo-Paestum);
- Strada Provinciale 423 Innesto SP 175/b-Laura mare.
- Strada Provinciale 424 Innesto SP 175/b-Varolato mare.
- Strada Provinciale 430/a Innesto SS 18 (Paestum)-Agropoli Nord-Agropoli Sud-Prignano Cilento-Perito-Omignano (loc. Ponti Rossi)-Vallo Scalo;
- Strada Provinciale 446 Innesto SP 316-Innesto SS 166.

### Ferrovie
- Stazione di Capaccio-Roccadaspide e stazione di Paestum sulla ferrovia Tirrenica Meridionale.

## Amministrazione
| Periodo        | Periodo                                         | Primo cittadino              | Partito                            | Carica  | Note |
| -------------- | ----------------------------------------------- | ---------------------------- | ---------------------------------- | ------- | ---- |
| 23 aprile 1995 | 13 giugno 1999                                  | Pasquale Marino              | Partito Democratico della Sinistra | Sindaco |      |
| 13 giugno 1999 | 12 giugno 2004                                  | Pasquale Marino              | Democratici di Sinistra            | Sindaco |      |
| 12 giugno 2004 | 27 maggio 2007                                  | Vincenzo Sica                | Forza Italia                       | Sindaco |      |
| 27 maggio 2007 | 6 maggio 2012                                   | Pasquale Marino              | Partito Democratico                | Sindaco |      |
| 6 maggio 2012  | 11 giugno 2017                                  | Italo Voza                   | Partito Democratico                | Sindaco |      |
| 11 giugno 2017 | 24 dicembre 2018                                | Francesco Palumbo            | Lista civica                       | Sindaco |      |
| 10 giugno 2019 | 10 giugno 2024                                  | Francesco Alfieri (politico) | Partito Democratico                | Sindaco |      |
| 10 giugno 2024 | 3 ottobre 2024 (sospeso da decreto prefettizio) | Francesco Alfieri (politico) | Lista civica                       | Sindaco |      |

### Altre informazioni amministrative
Le competenze in materia di difesa del suolo sono delegate dalla Campania all'Autorità di bacino regionale Sinistra Sele e all'Autorità di bacino interregionale del fiume Sele.
Il comune ha fatto parte della Comunità montana Calore Salernitano fino al 2008.

#### Referendum del 15 giugno 2014
I cittadini di Capaccio sono stati chiamati alle urne il 15 giugno 2014 per decidere sul cambio di denominazione del comune da Capaccio a Capaccio Paestum.
ll referendum, che ha registrato un'affluenza del 31%, stante la vigente legge regionale è stato omologato in quanto validamente celebrato.
Dei 5 557 votanti, 3 391 si sono espressi a favore del cambio di denominazione e 2 119 contro.
Il 9 giugno 2016 è stata pubblicata la legge regionale approvata il 31 maggio 2016 dal Consiglio regionale della Campania, che ha sancito il cambio di denominazione.

## Sport

### Calcio
Nel comune hanno sede sei società di calcio:
- ASD Calpazio 1963 che disputa il campionato di ;Eccellenza girone B 2024/2025
- ASD Poseidon 1958  prima categoria girone H 2024/2025 e GS Herajon Gromola 1956, terza categoria 2024/2025  girone B
- ASD Atletico Paestum e ASD Real Laura 2008, campionato di Seconda categoria Campania girone I;
- ASD Real Poseidon, campionato di Terza categoria Salerno girone C.